# William Pleydell-Bouverie (3e comte de Radnor)
William Pleydell-Bouverie, 3e comte de Radnor (11 mai 1779 - 9 avril 1869), titré vicomte Folkestone jusqu'en 1828, est le fils de Jacob Pleydell-Bouverie (2e comte de Radnor) et d'Anne Duncombe.

## Biographie

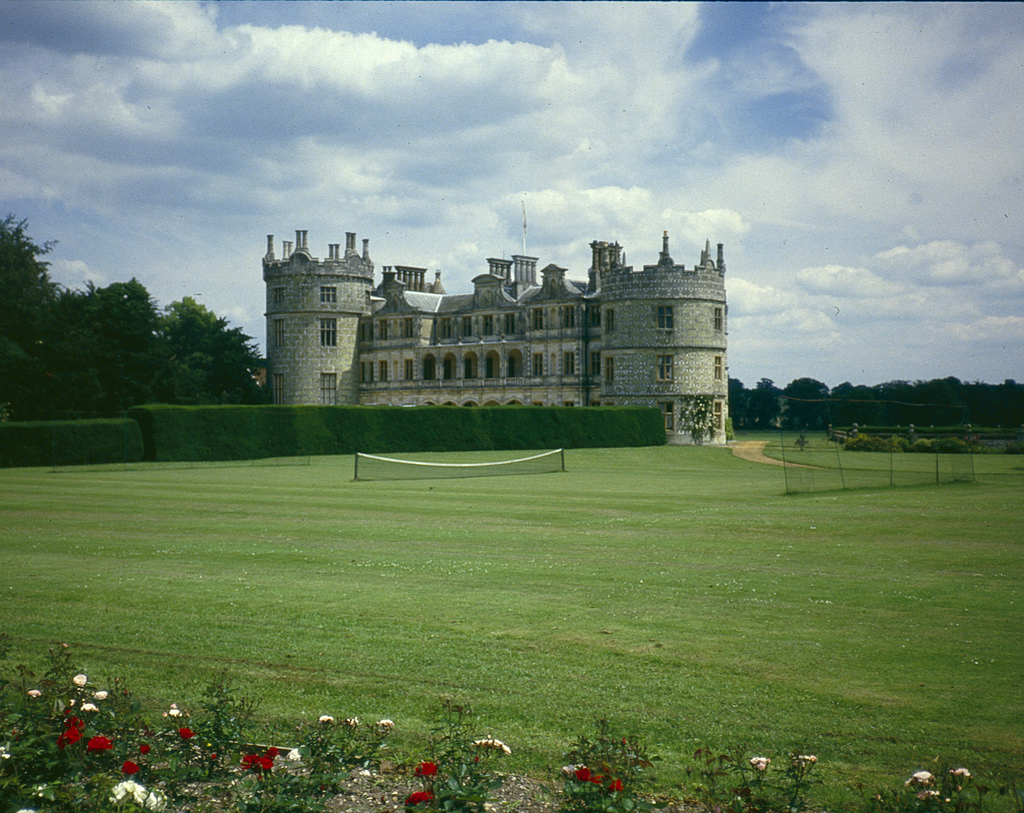
Château de Longford - siège des comtes de Radnor

Il est élu pour Downton à la Chambre des communes après avoir atteint sa majorité en 1801, avant de passer à Salisbury en 1802. Il est nommé lieutenant adjoint du Berkshire le 22 novembre 1801.
Le 31 mars 1803, il est nommé capitaine du régiment de milice du Berkshire et capitaine de la Berkshire Yeomanry le 14 mars 1805. Du 9 décembre 1812 au mois d'août 1817, il est lieutenant-colonel du régiment de milice du Berkshire.
Le 27 janvier 1828, il succède à son père comme comte de Radnor et le 9 février 1828 au poste d'enregistreur de Salisbury. Il est nommé lieutenant adjoint du Wiltshire le 9 août 1839 et lieutenant du comté le 17 août 1839.
En 1828, il construit une route à péage offrant un itinéraire facile entre le port de Folkestone et Sandgate. La maison de péage originale reste dans le parc côtier Lower Leas. De chaque côté de la route à péage, les terres sont cultivées et pâturées. Les anciennes limites de champs sont encore utilisées dans le parc, et le «chemin des vaches» rappelle la Draille depuis The Leas.
Il est gouverneur de l'hôpital français lors de son déménagement de Finsbury dans le nouvel et imposant bâtiment hospitalier de Victoria Park, à Hackney, conçu par Robert Lewis Roumieu. Les comtes successifs de Radnor sont gouverneurs de l'hôpital du XVIIIe siècle à 2015.

## Famille
Il épouse d'abord Catherine Pelham-Clinton (décédée le 17 mai 1804), fille de Henry Pelham-Clinton, comte de Lincoln, le 2 octobre 1801 et ont deux enfants:
- Catherine Pleydell-Bouverie (8 juillet 1801 - 21 février 1875), mariée à Edward Pery Buckley
- une fille mort-née (2 mai 1804)

Il épouse en secondes noces Judith Anne St John-Mildmay, fille d'Henry St John-Mildmay (3e baronnet) le 24 mai 1814 et ont six enfants:
- Jacob Pleydell-Bouverie (4e comte de Radnor) (18 septembre 1815 - 11 mars 1889)
- Ann Maria Pleydell-Bouverie (16 janvier 1817 - 18 juillet 1825)
- Edward Pleydell-Bouverie (26 avril 1818 - 16 décembre 1889)
- Jane Harriet Pleydell-Bouverie (avril 1819 - 7 juin 1903), mariée à William Ellice
- Mary Pleydell-Bouverie (22 décembre 1825 - 24 octobre 1900), mariée à James Wilde (1er baron Penzance)
- un fils mort-né (26 juin 1832)